# Politique étrangère (revue)
Pour les articles homonymes, voir Politique étrangère (homonymie).
Politique étrangère est la plus ancienne revue française consacrée à l’étude des relations internationales. Créée par le Centre d’études de politique étrangère en 1936, elle a été reprise et publiée par l’Institut français de relations internationales (Ifri) lors de sa fondation en 1979.
Ouverte aux débats mondiaux, elle est le diffuseur premier des analyses françaises à destination de l’étranger. Son ambition est de mettre en lumière l’ensemble des éléments du débat en matière de relations internationales, de proposer des analyses approfondies de l’actualité et d’être un instrument de référence à long terme pour les milieux académiques, les décideurs et la société civile.
Chaque numéro comporte au moins deux dossiers concernant un événement ou une dimension du débat international, ainsi que plusieurs articles s’attachant à décrypter les questions d’actualité. Politique étrangère consacre en outre une large place à l’actualité des publications françaises et étrangères en matière de relations internationales.
Parmi les auteurs ayant écrit dans Politique étrangère, on peut citer Raymond Aron, André Beaufre, Jacques Berque, Henry Kissinger, Claude Lévi-Strauss, Louis Massignon ou encore Jean-Paul Sartre.

## Rédaction
- Directeur de la publication : Thierry de Montbrial
- Rédacteurs en chef : Dominique David, Marc Hecker
- Comité de rédaction : Alain Antil, Denis Bauchard, Christophe Bertossi, Corentin Brustlein, Bernard Cazes, Étienne de Durand, Thomas Gomart, Jolyon Howorth, Ethan Kapstein, Jean Klein, Jacques Mistral,  Philippe Moreau Defarges, Éliane Mossé, Laurence Nardon, Françoise Nicolas, Dorothée Schmid et Hans Stark
- Comité scientifique : Thierry de Montbrial, Hélène Carrère d’Encausse, Jean-Claude Casanova, Gérard Conac, Jean-Luc Domenach, Jean-Marie Guéhenno, François Heisbourg, Jacques Lesourne, Jean-Pierre Rioux, Pierre Rosanvallon, Olivier Roy, Jacques Rupnik, Georges-Henri Soutou, Maurice Vaïsse, Alain Vernay